# Sines
Sines (portugisiskt uttal: [ˈsin(ɨ)ʃ]
 ( lyssna)) är en stad i södra Portugal, belägen vid Atlantkusten, 150 kilometer söder om Lissabon.
Staden förknippas med sjöfararen Vasco da Gama som föddes där kring 1468. Sines är känt för sin badstrand och för sin fiskehamn, samtidigt som staden har en oljeraffinaderi, petrokemisk industri och en betydande hamn.
Staden Sines har 13 109 invånare (2021) och är huvudorten i kommunen med samma namn. Kommunen har 14 238 invånare (2020) och en yta på 203 km² och ingår i distriktet Setúbal, och är också en del av Nuts 2-regionen Alentejo (Alentejo).
Kommunen består av de två kommundelarna (freguesias): Sines och Porto Covo, vilken ligger omkring 13 kilometer  söder om Sines.

## Ortnamnet
Ortnamnet Sines härstammar från latinets sinus (”bukt”).                                                                                                                 På romartiden kallades staden Sinus.

## Näringsliv
Sines har en betydande petrokemisk industri, bland andra:
- Petrogal (petrokemisk industri)
- Repsol (petrokemisk industri)
- Shell (bensinindustri)
- Sines LNG Terminal

Av andra industrier märks:
- Metalsines (mekanisk industri)
- Vodafone (mobiltelefoner)
- EDP (kraftverk)

Fiske och jordbruk är traditionella aktiviteter i kommunen. Det odlas olika grönsaker och sädesslag. Turismen har också blivit en viktig näringsgren.
Vid Sines finns också en stor sändaranläggning med den nya DRM-tekniken för digital rundradio på kortvåg. Flera länders rundradiobolag hyr in sig på sändaren och sänder sina program över den.

## Kommunikationer

### Vägnät
- Riksvägen IP8 förbinder Sines med motorvägen A2 strax norr om staden Grândola, cirka 40 km åt nordost.
- Motorvägen A2 leder norrut till Lissabon, via Alcácer do Sal, och söderut till Albufeira i Algarve.[8][9]

### Sjöfart

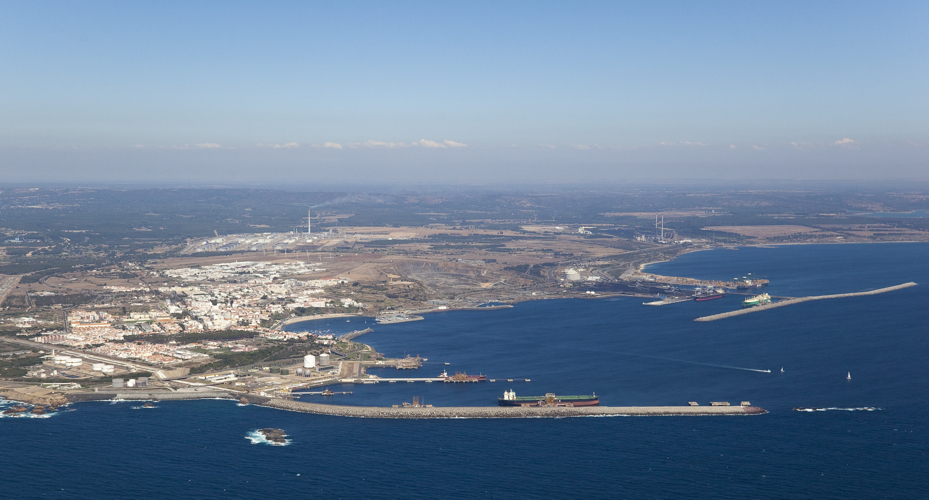
Sines hamn

Utöver fiskehamnen och marinan, förfogar staden över Porto de Sines (Sines hamn), en stor konstgjord hamn med 28 m djup, som har kapacitet att hantera stora containerfartyg  och ta emot mycket stora lastfartyg.

## Turism
- Praia Vasco da Gama, badstrand
- Praia Morgavel, badstrand
- Praia Grande de Porto Covo, badstrand
- Praia de São Torpes, surfstrand
- Pessegueiro, ö

## Kända personer från Sines
- Vasco da Gama, upptäcktesresande, fann sjövägen till Indien
- João Daniel de Sines, läkare och demokratikämpe
- Cláudia de Campos, författare
- João Martins, fotbollsspelare

## Bildgalleri

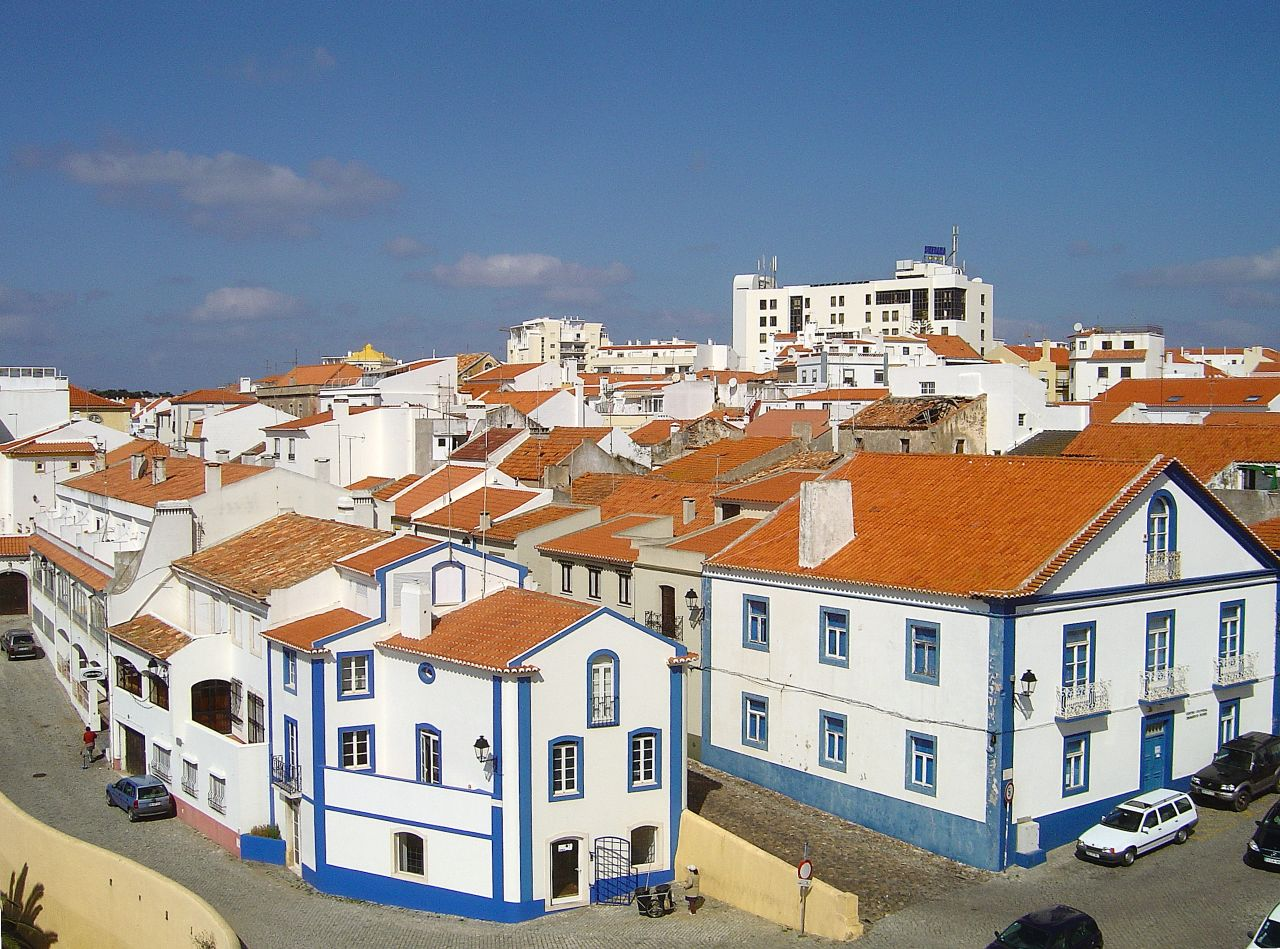
Gatubild
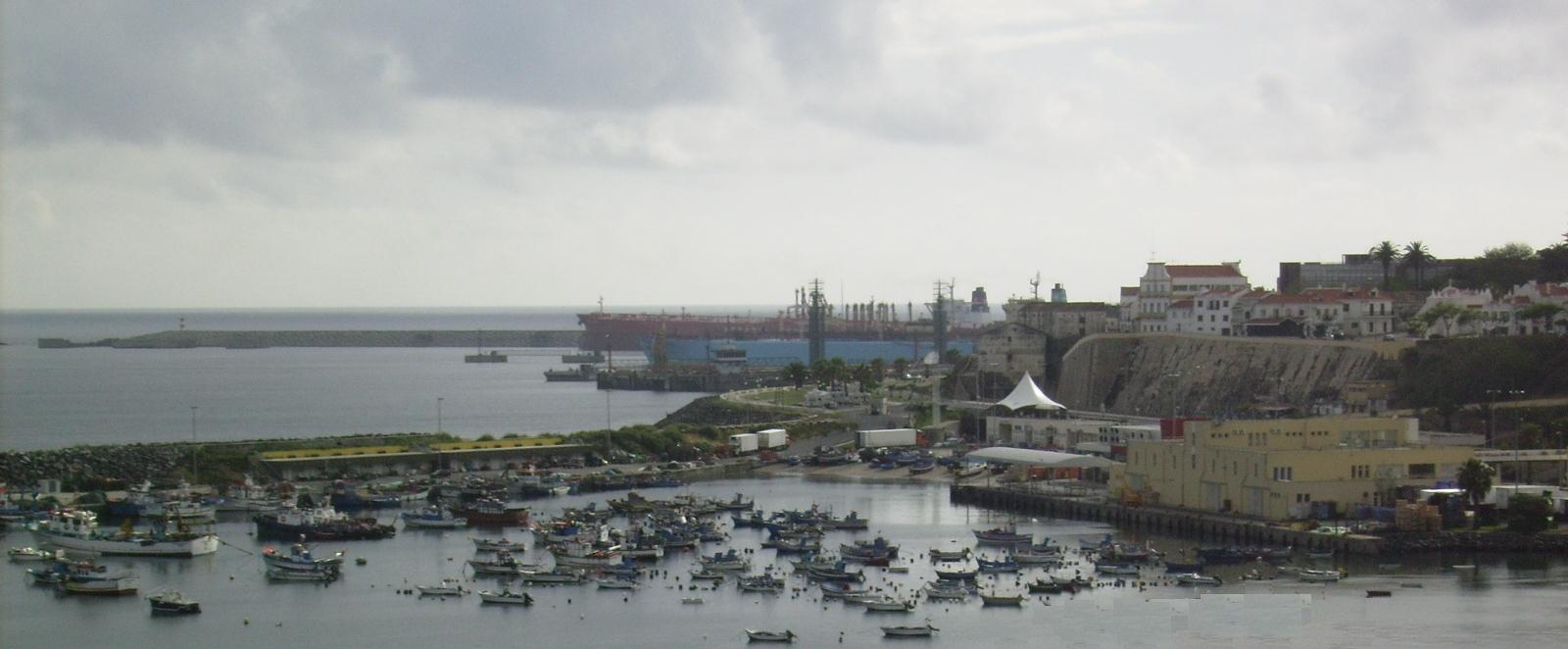
Fiskehamn
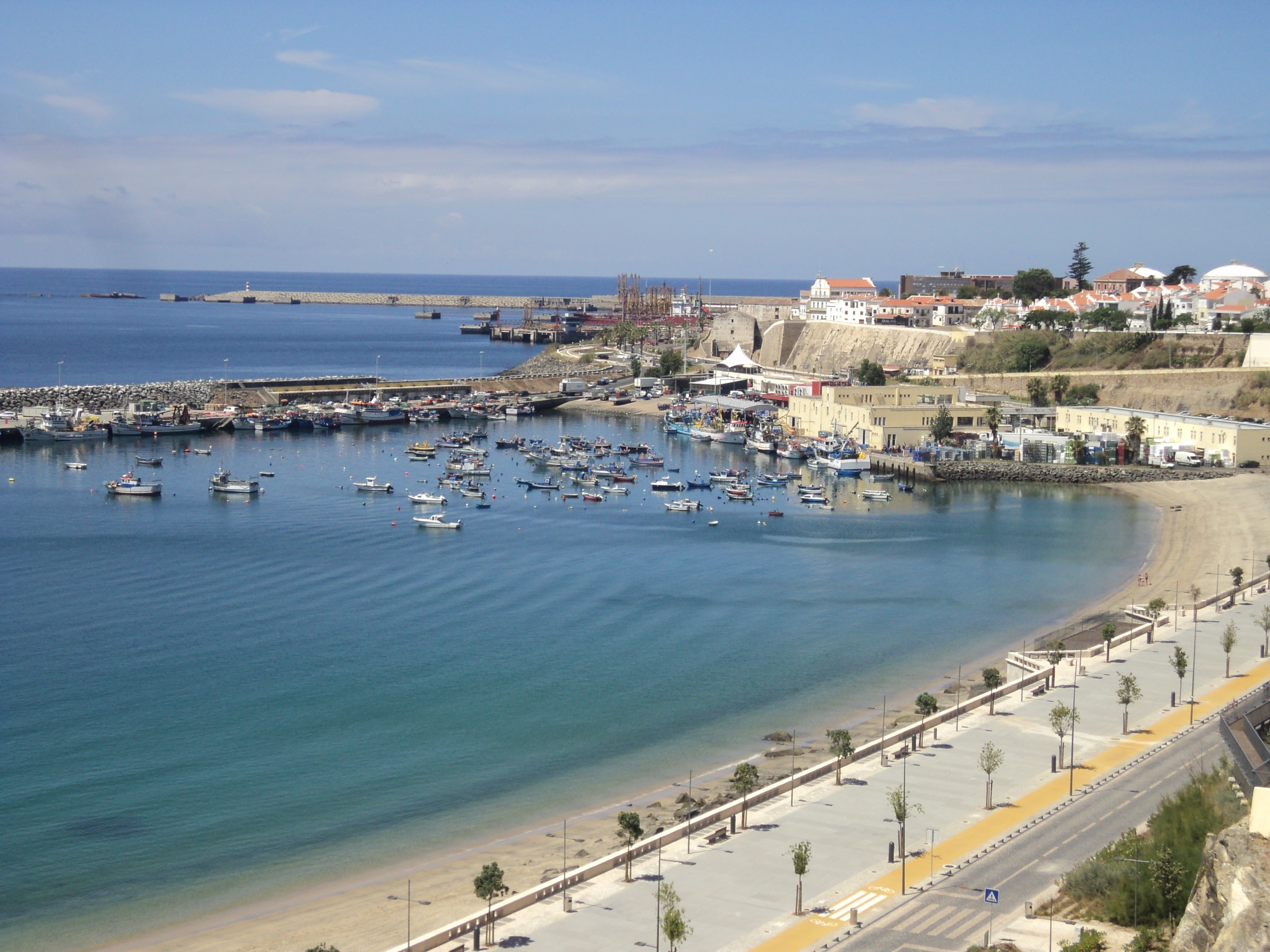
Marina
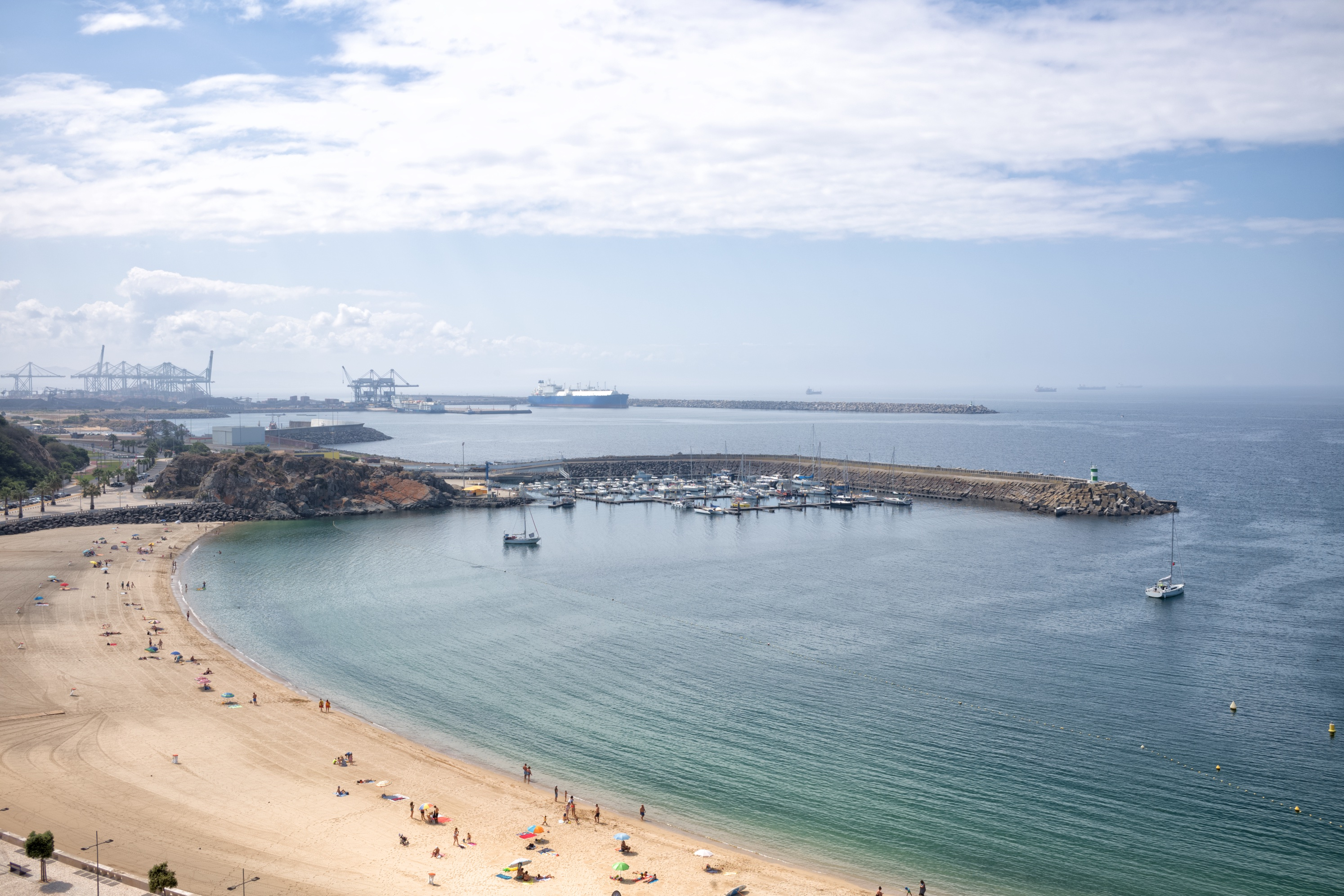
Badstranden
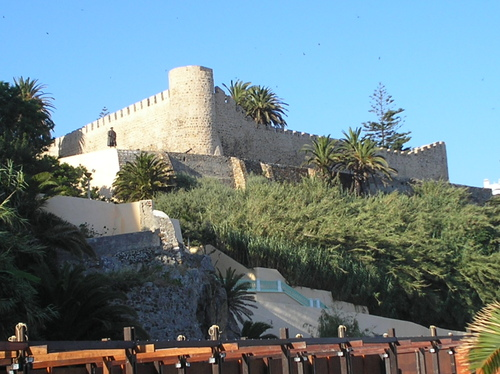
Gamla fästningen
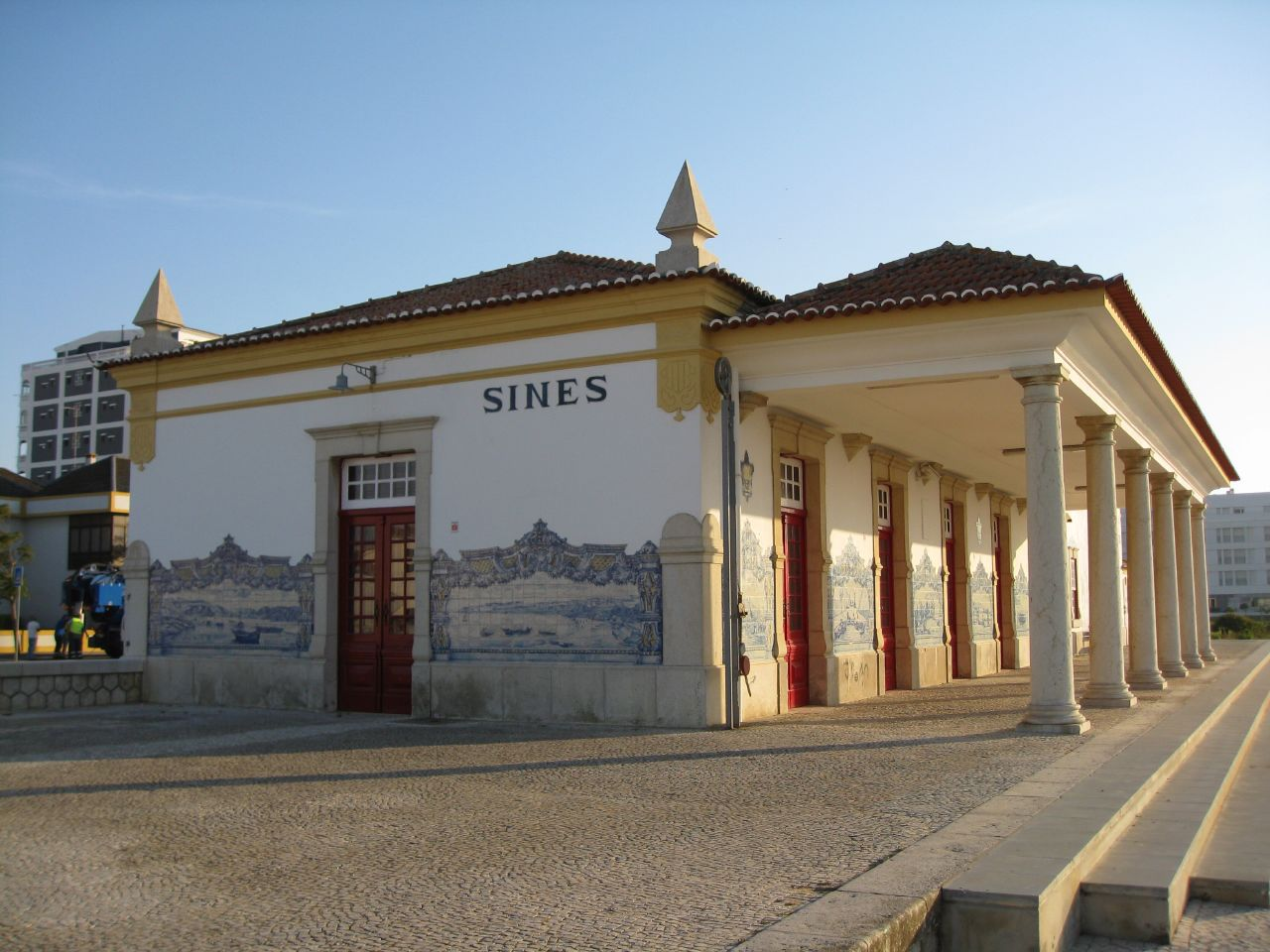
Den gamla järnvägsstationen
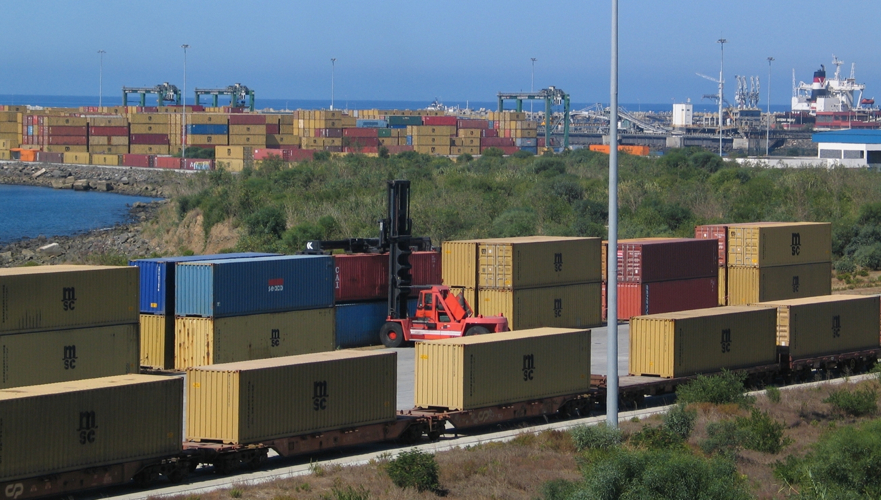
Containerhamnen
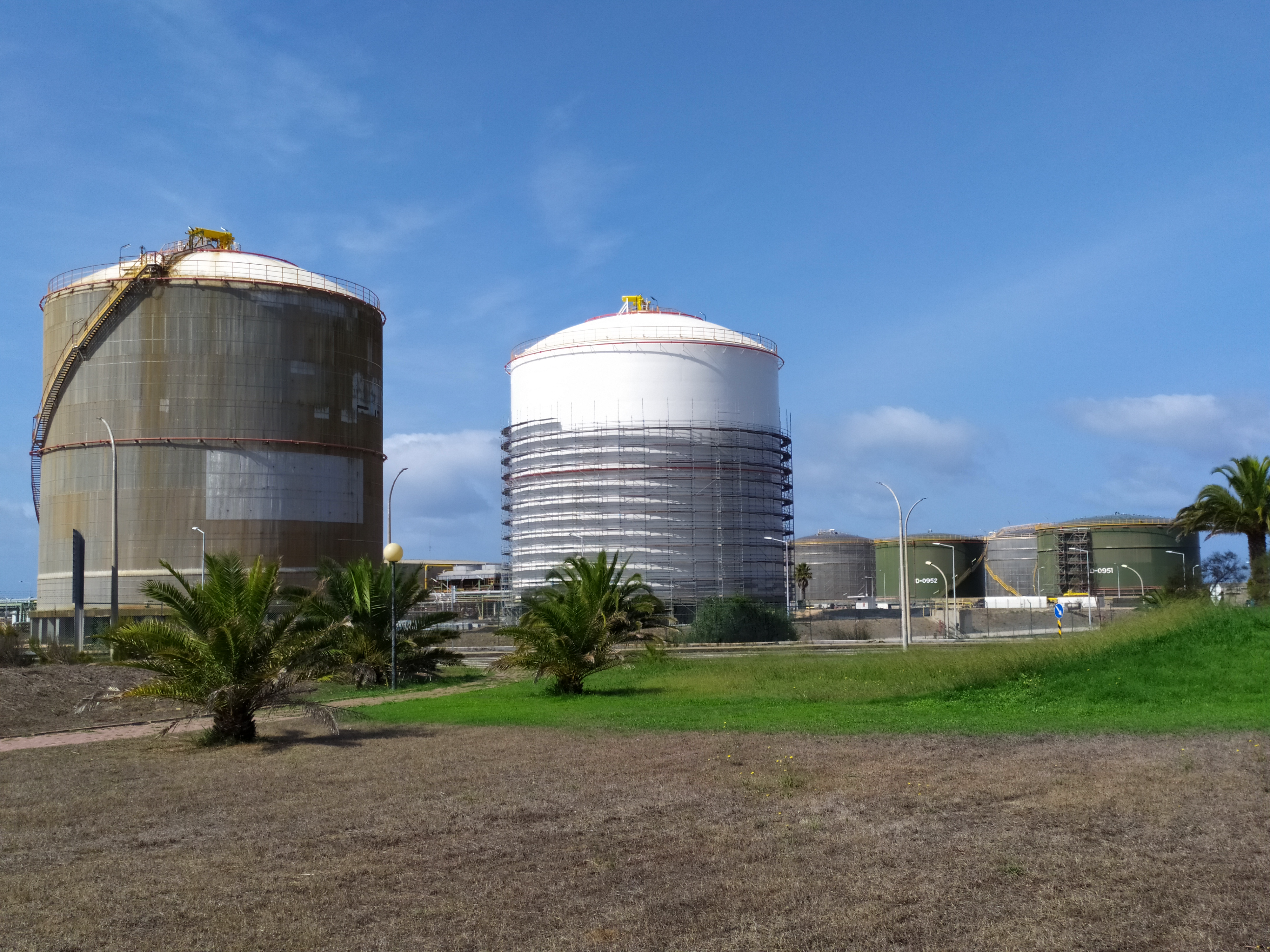
Sines LNG Terminal
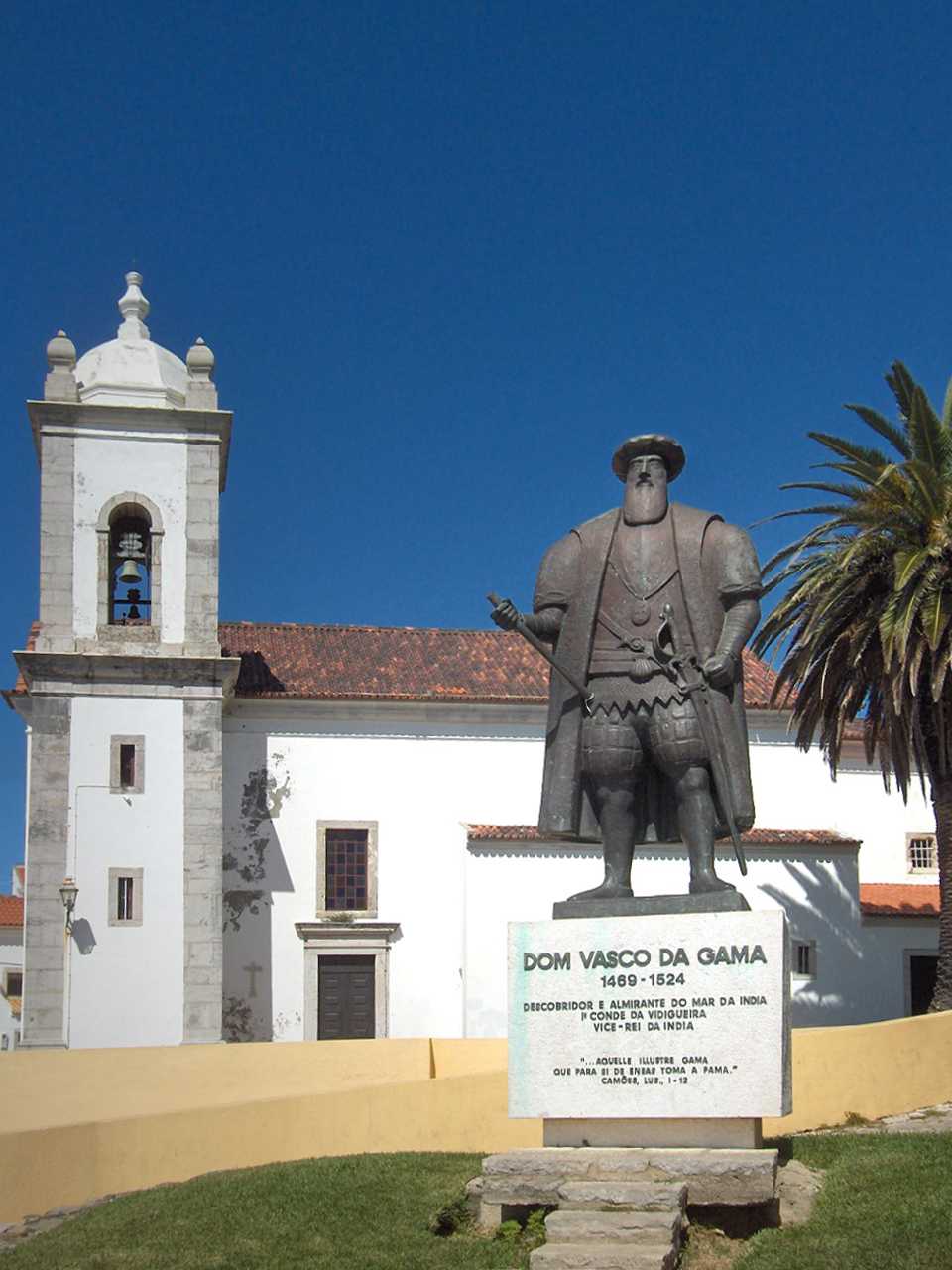
Vasco da Gamas staty
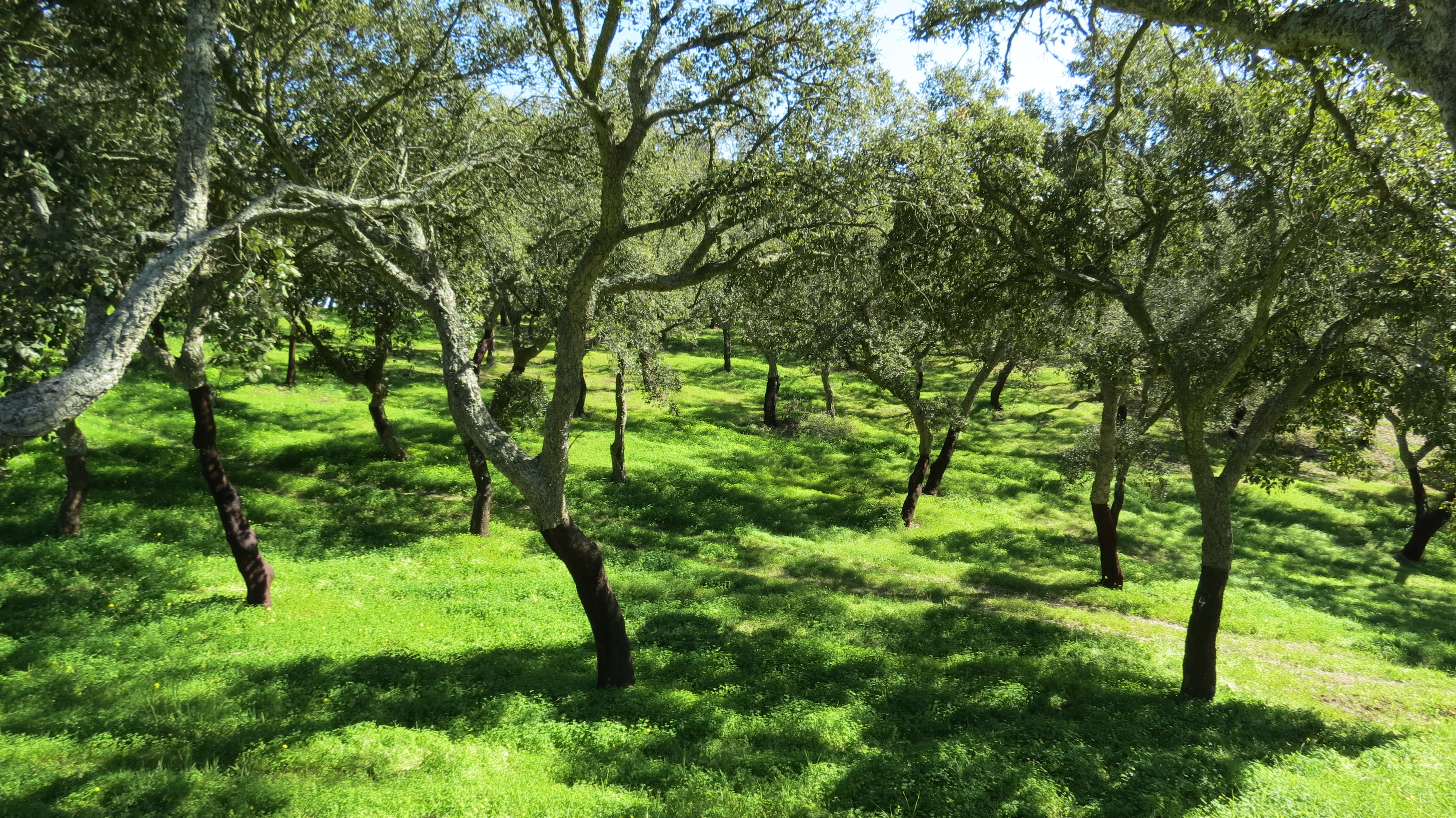
Korkeks skog i inlandet